# Giovan Battista Pastine
Giovanni Battista Pastine (La Spezia, 2 settembre 1874 – Gorizia, 4 maggio 1916) è stato un militare italiano, veterano della guerra italo-turca, dove comandò il Parco aerostatico impiegato in ascensioni per scoprire le posizioni avversarie e guidare il tiro delle artiglierie. Durante la prima guerra mondiale fu comandante di dirigibili.

## Biografia
Nacque a La Spezia il 2 settembre 1874 da padre omonimo, Giovanni Battista Pastine. Frequentò la Regia Accademia di Artiglieria e Genio di Torino, al termine della quale fu assegnato come sottotenente all'arma del genio. In seguito venne assegnato alla neocostituita Brigata Specialisti del Genio specializzandosi nell'uso degli aerostati.
Partecipò a due edizioni della Coppa Gordon Bennett: nel 1908 a Berlino con il pallone Aetos e nel 1913 a Parigi con il pallone Roma.
Con lo scoppio della guerra italo-turca fu disposto l'invio, a seguito del Corpo di spedizione del generale Carlo Caneva, di un apposito parco aerostatico che fu mobilitato tra il 29 e il 31 ottobre presso il Battaglione Specialisti. Questo reparto, di cui assunse il comando con il grado di capitano, si imbarcò sul piroscafo Siracusa, sbarcando a Tripoli il 5 novembre. Egli disponeva ai suoi ordini di due palloni frenati (drachen), degli aerostieri tenenti Ferrari, Marenghi e Giovanni Pastrovich, 6 sottufficiali e 80 uomini di truppa. L'attività bellica iniziò il 10 novembre quando fu gonfiato il primo di essi e portato alla quota di 550 m, da cui iniziò ad osservare le postazioni nemiche ad Ain Zara. Quello stesso giorno, tramite l'uso di bandierine, venne diretto il tiro delle artiglierie dell'incrociatore corazzato Carlo Alberto contro le posizioni nemiche, consentendone l'aggiustamento delle salve.
Il reparto continuò ad operare per tutta la durata del conflitto, e dopo qualche altra ascensione, rientrò in Italia nei primi giorni del gennaio 1913.
Il 16 gennaio 1915, poco prima dell'entrata in guerra del Regno d'Italia, fu trasferito in forza al Corpo Aeronautico Militare. Dopo lo scoppio della guerra con l'Austria-Ungheria fu assegnato al comando del dirigibile M.4, entrato in servizio verso la fine del 1915, ma per quattro mesi svolse solo attività addestrativa. Verso la fine di aprile decollò con l'aeronave per la prima missione bellica, che abortì subito, e l'aeronave dovette rientrare alla base.
Nella notte tra il 3 e il 4 maggio 1916 l'M.4 partì da Casarsa della Delizia per bombardare con circa 1.000 kg di bombe gli accampamenti nemici nella zona Rubbia-Merna e il campo d'aviazione di Aisovizza. Vittima probabilmente di un'avaria il dirigibile rimase immobilizzato in zona d'operazione, e alle ore 4 del 4 maggio fu avvistato a una quota di 900 m mentre proveniva da Aidussina-Cernizza, e procedeva lentamente direzione di Gorizia. Secondo la testimonianza dell'asso tenente Benno Fiala von Fernbrugg alle 4:10 partirono due caccia della Flik 19, un Hansa-Brandenburg C.I (61.55) con a bordo lui e il capitano Adolf Heyrowsky, e un Fokker monoposto pilotato del tenente Ludwig Hautzmayer. Allorché il dirigibile giunse nella regione a sud di Schonpass, si accorse dell’imminente attacco e sganciò la zavorra portandosi a una quota di 1.400 metri. L'attacco congiunto portato dai due velivoli, con il Brandenburg che sparò anche proiettili incendiari, danneggiò l'aeronave, che rispose al fuoco colpendo entrambi gli aerei austro-ungarici. Nonostante le intimazioni di resa portate dai piloti austriaci, il combattimento proseguì verso est, fino alla strada Gorizia-Merna, dove intervenne anche l'artiglieria contraerea. Nei pressi di Vertoiba il dirigibile si incendiò ed esplose, sprigionando una fiammata alta circa 200 metri. L'armatura metallica si piego e precipitò, avvolta dalle fiamme dei serbatoi della benzina, nei pressi della strada, poco distante dal campo di aviazione di Gorizia.
Nel combattimento trovò la morte l'intero equipaggio dell'M.4, composto dal comandante, maggiore Giovan Battista Pastine, dai capitani Giorgio Coturri, Umberto Casella e Giovanni Pasquali, e dai sergenti maggiori Aristide Berardis e Riziero Rapanelli. Tutti i caduti furono sepolti dagli austriaci, con gli onori miliari, nel cimitero militare di Ranziano.
Decorato con la Medaglia d'argento al valor militare alla memoria, nel 1916 gli fu intitolato l'aeroporto di Ciampino, fondato due anni prima e all'epoca principalmente utilizzato proprio per i dirigibili.

### Annotazioni
1. ↑  La dotazione per i due palloni comprendeva 150 cilindri di idrogeno compresso.
2. ↑  Secondo alcune ipotesi l'aeronave aveva esaurito il carburante.
3. ↑  L'epopea del dirigibile M.4 apparve sulla copertina illustrata a colori in fascicolo originale completo de "La Domenica del Corriere" del 13 maggio 1917, disegnata da Achille Beltrame.
4. ↑   Le sue spoglie mortali si trovano ora presso l'Ossario di Oslavia.

### Fonti
1. ↑   CADUTI DELLA GRANDE GUERRA, su www.cadutigrandeguerra.it. URL consultato il 23 aprile 2025.
2. 1 2  Lioy 1964, p. 10.
3. 1 2 3  Cappellano 2005, p. 119.
4. ↑  Lioy 1964, p. 39.
5. ↑  Con Regio Decreto 25 febbraio 1915, apparso sulla Gazzetta ufficiale del Regno d'Italia n.106 del 28 aprile 1915, p. 2688.
6. 1 2 3 4  Il Piccolo-Trieste.
7. 1 2 3 4 5 6 7 8  Umbriasud.
8. ↑  Bollettino Ufficiale 1918, disp.10, p. 699.